# Aeroportul Lađevci Morava
Aeroportul Morava (IATA: KVO, ICAO: LYKV) este un aeroport din Lađevci, Kraljevo⁠(d), Kraljevo, Kraljevo⁠(d), Districtul Raška, Serbia ce deservește zona Kraljevo. Aeroportul a fost tranzitat în 2022 de 13.683 de pasageri.
Situat la o altitudine de 209 m, aeroportul dispune de 1 pistă. Este operat de Forțele Aeriene și Apărarea Aeriană Sârbă⁠(d).

## Infrastructură

### Piste
Aeroportul dispune de o singură pistă. Pista are orientarea 14L/32R. 